# 포토키나
포토키나(Photokina)는 독일 쾰른에서 개최되는 세계 최대의 사진 분야 견본시이다. (규모 60797sqm , *cf. 1평에 약 3.3sqm) 쾰른 국제 영상 및 광학기기 전시회라고도 불리는 이 전시회는 1950년에 처음 개최되었으며, 쾰른메쎄(Koelnmesse)에서 진행된다.
포토키나(Photokina) 라는 전시회의 이름은 사진을 의미하는 단어인 'Photo'와 영화를 의미하는 독일단어 'Kinematographie'라는 단어가 합성되어서 만들어졌다.
2018년까지는 2년 마다 9월이 되면 전시회를 개최해 왔지만, 급변하는 이미지 분야 기술 및 시장의 특성상 2019년부터는 매년 5월에 개최되어 예정이다.

## 유사 견본시
일본 요코하마에서 매년 개최되는 CP+ 보관됨 2018-03-15 - 웨이백 머신 (영상기술 종합 전시회)와 2012년부터 소비자 가전 전시회(CES)와 함께 개최되고 있는 PMA@CES (Photo Marketing Association의 국제 견본시)가 매년 포토키나와 경쟁하고 있는 유사 견본시이다.

## 역사

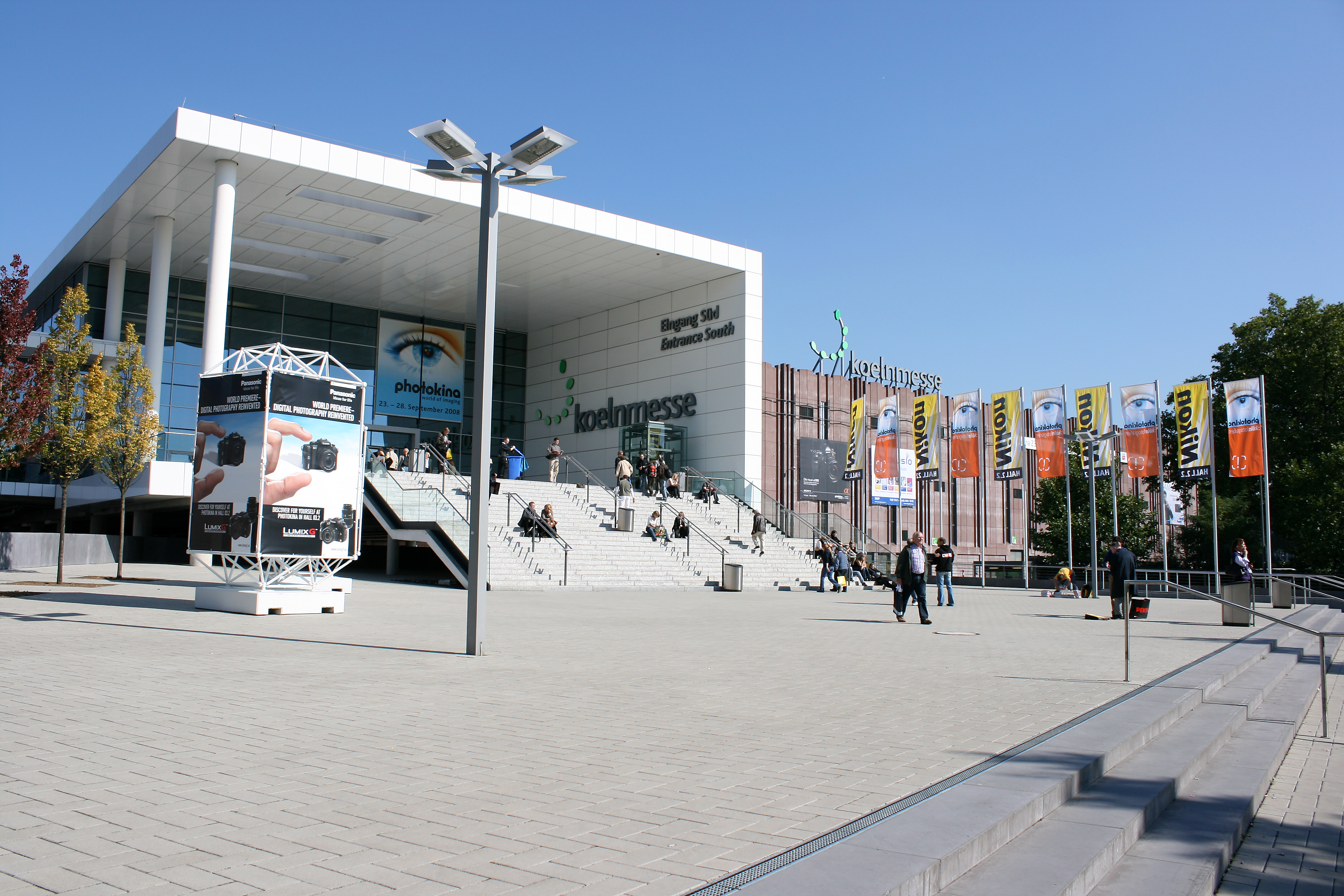
2008년 포토키나 전시회장 남문

### 1950

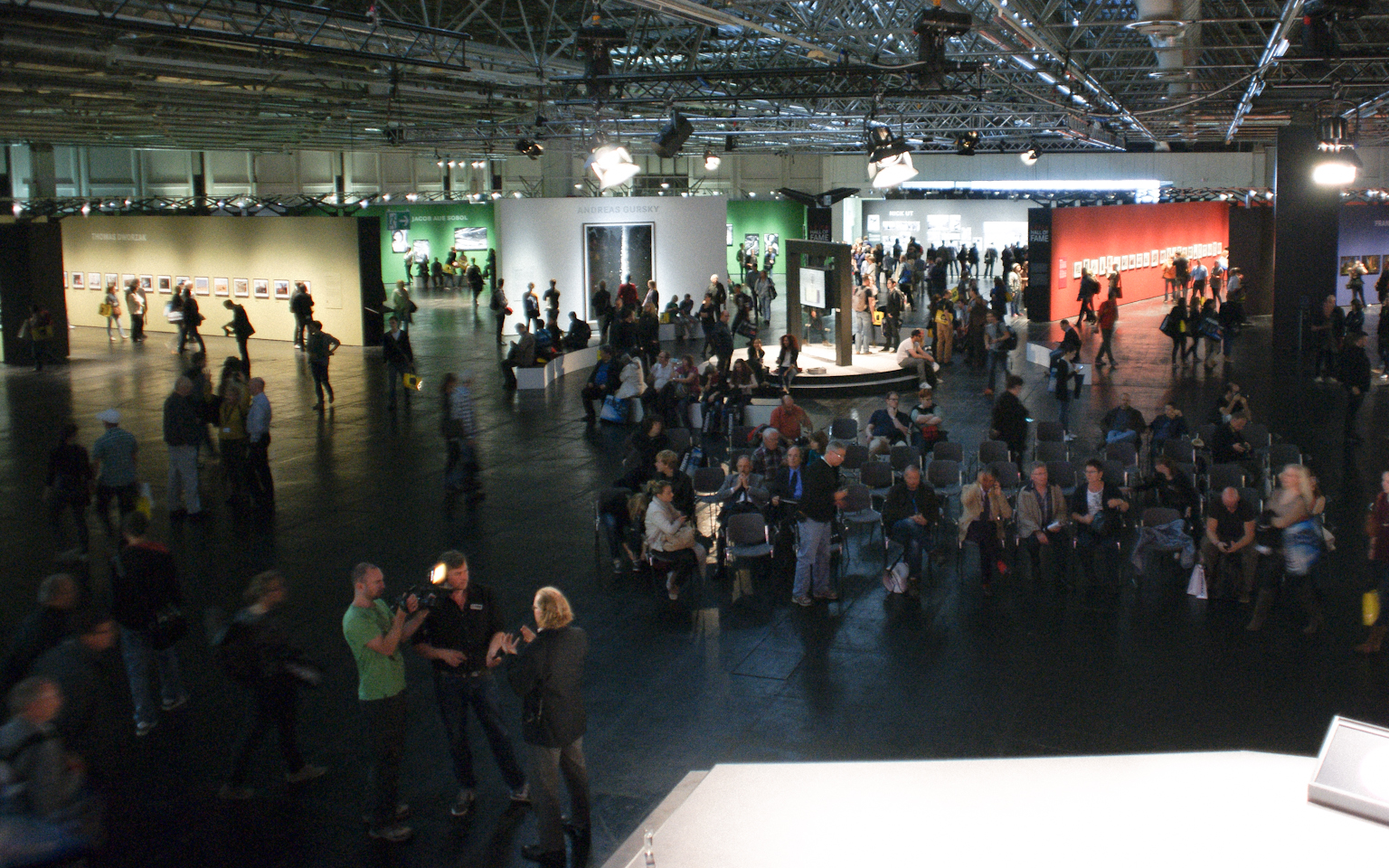
2012년 포토키나 갤러리 사진

포토키나 최초 개최

### 2008
46개국에서 1,579명의 전시자, 161개국에서 169,000명의 방문객들이 전시회에 참여

### 2018
급변하는 이미지 산업의 특성상 혁신주기가 짧아지고 있기 때문에 객년 9월마다 진행되던 기존의 개최방식에서 벗어나 매년 5월에 전시회를 개최할 예정이라고 한다.
또한 디지털 이미징 기기 시장이 쇠퇴하면서 사진 기자재 전시회의 규모가 점점 축소되고 있기 때문에 전시 아이템을 하드웨어 보단 소프트웨어와 애플리케이션 위주로 구성한다는 전략을 세웠다. 전략에 따라 사진 기자재와 더불어 이미징 애플리케이션, 이미징 서비스, 증강/가상 현실, 인공지능 이미지 인식, 홀로그래피 등과 같은 업계 트렌드를 함께 다룰 것이라 밝혔다.